# Haifa Wehbe
 Haifa Wehbe (en árabe: هيفاء وهبي‎; Mahrouna; 10 de marzo de 1972) es una de las cantantes más conocidas de Líbano. Sus canciones se caracterizan por su ritmo femenino y la mezcla de la canción árabe y el pop , y Wehbe ha conseguido con ellas grandes ventas a nivel del mundo árabe. La cantante es considerada como símbolo de mujer madura de apariencia juvenil gracias a su esfuerzo de mantener una buena salud y forma física y gran belleza.
Muchas personas la tienen como símbolo de belleza y feminidad,además de ser reconocida como una de las más guapas del mundo[cita requerida]. Su álbum Miss Universo publicado por Rotana, fue colocado en el primer sitio web de iTunes desde el primer día de su publicación. En el inicio de su trayectoria artística tuvo una entrevista con el [¿quién?] por ser un fenómeno en la música árabe. Consiguió el primer puesto en la revista india Rediff como mujer más guapa en el festival de música árabe de 2009. Ha sido clasificada como una de las mujeres de tercera edad  más hermosas  y más mantenidas del mundo por la revista People. Participó en el álbum Buddha Bar a través del distribuidor internacional David Vendetta con su canción Yama la yali, que fue emitida en las emisoras más importantes de Francia e Inglaterra.
Haifa Wehbe es la primera  cantante solista
árabe que divulgó sus canciones por Internet. Es considerada como la solista que más comunica con su público a través de la red social Twitter.

## Biografía
Haifa Wehbe nació en Mahrouna, un pueblo del sur de Líbano, de padre libanés y madre egipcia. Desde muy pequeña le gustaba escuchar música R&B y jazz. A edad temprana se hizo modelo, y a los 16 años fue condecorada como Miss Sur de Líbano. En 1996 quedó en segunda posición en el concurso de Miss Líbano. En el 2002 grabó su primer disco, Aqūl Ahwāk (أقول أهواك, «Digo que te quiero»), que tuvo gran éxito. Es hermana, por parte de padre y madre, de Alia Loucci y Ahmed Wehbe, por parte de madre de Rola Yammout y Hana Batata. Participó en el 2005 en el reality show llamado (الوادي, «La granja»), basado en el reality francés La Ferme Célébrités.
En cine, ha participado junto con varios actores árabes en la película Sea of stars, producida por la empresa Pepsi. Su segunda participación fue en la película Dokkan shehata, realizada por el conocido Khalid Youssef, y obtuvo varios premios por su papel.

## Discografía
- 2002: Houwa El-Zaman (هو الزمن)
- 2005: Baddi Eesh (بدي عيش)
- 2007: farachit al waddi
- 2008: Habibi Ana (حبيبي انا)
- 2010: Baby Haifa (بيبي هيفا), álbum destinado al público infantil.
- 2012: MJK - Malikat Jamal Al Kawn (ملكة جمال الكون)
- 2018: Hawwa (حوّا)

### Bandas sonoras
- 2008: Sea of Stars (producidos por Pepsi ) - liberado de julio de 2008
- 2013: Haifa/TWS

## Filmografía

### Películas
- 2009: Dokkan Shehata - junio de 2009
- 2014: Halawet Rouh - 8 de abril de 2014[6]
- 2014: Black Electronic Man - Octubre de 2014 (Sonia speak role, Arabic dub)

### Televisión
- 2005: Al-Wadi - programa de televisión de la realidad basada en la demostración de la realidad francesa La Ferme Célébrités.

### Serie
- 2014: Your Face Sounds Familiar
- 2014: Kalam Ala Waraa - 29 de junio de 2014 (el Ramadán de 2014)
- 2015: "Mariam Serie"-2015 (el Ramadán de 2015)